# Виттекинд Вальдек-Пирмонтский
Виттекинд Адольф Генрих Георг-Вильгельм, принц Вальдек-Пирмонтский (9 марта 1936, Арольсен Третий Рейх — 16 декабря 2024, Арольсен, Германия) — представитель Вальдекского дома. С 1967 года до своей смерти являлся главой дома.

## Биография
Виттекинд родился в Бад-Арользене 9 марта 1936 года. Его родителями были Йозиас Вальдек-Пирмонтский, один из высших офицеров СС и Альтбурга Ольденбургская. Его крёстными отцами были Адольф Гитлер и Генрих Гиммлер.
В подростковом возрасте он занимался конным спортом, и даже попал на чемпионат Гессена по конкуру. В 1956 году он сдал экзамены в школе. Он закончил обучение бизнес-администрированию, защитив дипломную работу на тему лесного хозяйства. Он изучал деловое администрирование во Франкфурте-на-Майне и Кёльне и приобрел опыт в ходе стажировок в различных компаниях. Позже Виттекинд служил в Бундесвере и дослужился до звания подполковника. После смерти отца в 1967 году стал главой Вальдекского дома.
Он состоял в ассоциации охотников Вальдека, так как увлекался охотой.
9 августа 2001 года он получил Крест за заслуги перед орденом «За заслуги перед Федеративной Республикой Германия».
До 2016 года он был председателем фонда княжеского дома Вальдек и Пирмонт и возглавлял головной офис княжеского Вальдекше.
Жил вместе с семьёй в замке Арользен. Умер 16 декабря 2024 года.

## Брак и потомство
Виттекинд женился 19 мая 1988 года на графине Сесили фон Гёсс-Заурау (род. 1956). В браке родились три сына:
- Карл-Антон Вальдек-Пирмонтский (род. 25 декабря 1991), с 2024 года новый глава княжеского дома. С 2013 года передвигается на инвалидной коляске, после несчастного случая.
- Йозиас Кристиан Вальдек-Пирмонтский (род. 8 сентября 1993)
- Иоганн Эберхард Вальдек-Пирмонтский (род. 8 сентября 1993), брат-близнец Йозиаса[7]